# Diego Javier Muñoz
Diego Javier Muñoz Sánchez (5 de abril de 1974) es un ciclista español que ha competido como guía vidente de Miguel Ángel Clemente Solano. Compitiendo con Clemente, ganaron la medalla de plata en el Campeonato del Mundo de 2011 y una medalla de bronce en los Juegos Paralímpicos de Londres 2012.

## Biografía
Muñoz nació el 5 de abril de 1974 y reside en Santiago el Mayor, provincia de Murcia. En 2013 fue galardonado con la medalla de bronce del Real Orden del Mérito Deportivo.

## Palmarés
En 2011, como guía vidente de Miguel Ángel Clemente, conquistaron la presea plateada en los Campeonato de Mundo. Además, en 2012, la misma pareja, ganó la primera medalla de bronce para la delegación española en los Juegos Paralímpicos de Londres.